# 謝別托夫卡

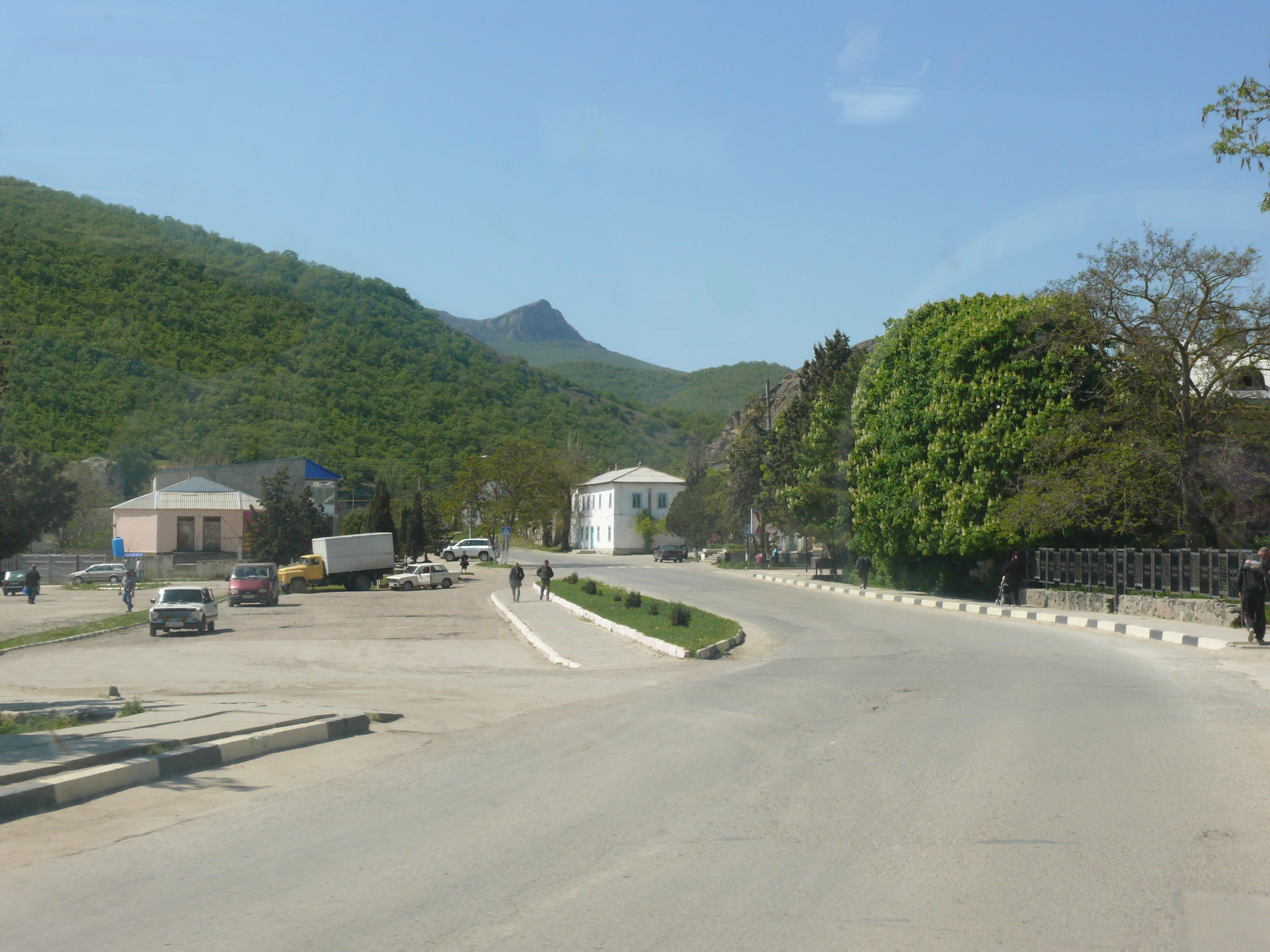
街道

謝別托夫卡（俄语：Щебетовка），法理上是乌克兰克里米亚自治共和国東南部费奥多西亚区的市级镇，但事实上是俄罗斯克里米亞共和國费奥多西亚市议会下辖的市级镇。面積3.01平方公里，海拔高度79米，2011年該市級鎮人口3,434，人口密度每平方公里1,140.86人。